# Hécatée d'Abdère
Pour les articles homonymes, voir Hécatée.
Hécatée d'Abdère est un  philosophe et historien grec des IVe – IIIe siècle av. J.-C..

## Biographie
Hécatée serait né à Abdère, ou peut-être Téos. Selon l'historien juif Flavius Josèphe, il est contemporain d'Alexandre le Grand et de Ptolémée Ier. Sous ce roi, il aurait visité l’Égypte. Selon Diogène Laërce, il est un disciple du philosophe sceptique Pyrrhon d'Élis.

## Œuvres
- Aegyptica (sur l’Égypte)
- Sur la poésie d'Homère et d'Hésiode (cité dans la Souda)
- Sur les Hyperboréens (cité par Pline l'Ancien[3])
- Sur les Juifs (cité par Flavius Josèphe[4] et Origène[5])
- Sur Abraham (cité par Flavius Josèphe[6] et Clément d'Alexandrie[7])

La plus célèbre de ses œuvres est son livre sur l’Égypte qui présente l'histoire, la culture et la religion de l’Égypte antique. Il n'a pas été conservé mais il a servi de source à Diodore de Sicile dans le premier livre de sa Bibliothèque historique, consacré à la description de l’Égypte. La majorité du livre de Diodore est basée sur Hécatée, à l'exception de la description géographique qui utilise Agatharchide de Cnide. L'objectif d'Hécatée est de renforcer le prestige de Ptolémée Ier aux yeux des Grecs en faisant connaitre la remarquable culture de l’Égypte antique. Il s'agit aussi de montrer le respect du roi pour les traditions égyptiennes, afin d'éviter les conflits entre les conquérants Gréco-macédoniens et les Égyptiens autochtones. Sa position à la cour de Ptolémée lui a sans doute permis de disposer de sources écrites et orales. Cet ouvrage ouvre une nouvelle page dans l'histoire de l'ethnographie. Contrairement à ses prédécesseurs Hécatée de Milet et Hérodote, Hécatée d'Abdère ne se limite pas à rapporter des histoires sur le peuple qu'il décrit. Il trie les informations, les évalue et écarte ce qui lui semble peu fiable ou insignifiant. Pour cultiver sa popularité vis-à-vis de son auditoire grec, il se plait néanmoins à décrire les coutumes particulièrement étranges aux yeux des Grecs. La méthode d'Hécatée consiste à expliquer le mode de vie et les traditions des Égyptiens en les replaçant dans leur contexte historique et géographique. Même si ces explications sont souvent erronées, elles s'approchent d'une démarche scientifique. Elles reflètent la manière de penser d'Hécatée et des Grecs en général.

## Juifs dans l’œuvre Hécatée d'Abdère

### Notice sur les Juifs chez Diodore de Sicile
Une description détaillée des Juifs basée sur Hécatée figurait dans le quarantième livre de la Bibliothèque historique de Diodore de Sicile. Cet ouvrage est aujourd'hui perdu mais des éléments ont été conservés dans une anthologie byzantine, la Bibliothèque de Photios (IXe siècle). Diodore y expose l'origine des Juifs en introduction de son compte-rendu de la capture de Jérusalem par Pompée. Il dit explicitement citer Hécatée. C'est le premier texte sur l'origine des Juifs dans la littérature grecque, même si ce n'est pas nécessairement la première mention des Juifs dans la littérature grecque,.
Selon Hécatée, les Juifs sont des étrangers qui ont été expulsés d’Égypte en même temps que des Grecs sous la conduite de Danaos et Cadmos. Les Juifs se sont établis en Judée, une région inhabitée à cette époque. Cette colonie était dirigée par un homme prudent et courageux appelé Moïse. Celui-ci fonde la ville de Jérusalem, met en place la constitution et les institutions régissant les Juifs et divise le peuple en douze tribus. Les Juifs croient que le ciel est dieu. Ils sont monothéistes et rejettent les anthropomorphismes. Ils sont un peuple uniquement dirigé par des prêtres et ils n'ont jamais eu de roi. Le grand prêtre est le messager des commandements du dieu. Leurs coutumes en matière de sacrifice, de mariage et d'enterrement sont différentes de celle des autres peuples.
Cette description est légèrement différente de celle qui figure dans le livre I de Diodore qui, lui, nous est parvenu dans son intégralité. Dans celui-ci, les Juifs sont présentés comme des Égyptiens ayant fondé des colonies  alors que dans le livre XL, cité par Photius, les Juifs sont des étrangers expulsés d’Égypte. Ces deux textes semblent provenir des Aegyptica d'Hécatée, bien qu'ils aient été utilisés par Diodore dans deux livres différents. Ils semblent s'inscrire dans le cadre d'une description de différents peuples qui, selon les traditions égyptiennes, sont originaires d’Égypte. C'est aussi le cas par exemple des Babyloniens. La notice sur les Juifs cherche à réfuter cette tradition égyptienne. Hécatée insiste sur les spécificités de la culture juive par rapport à celle de l’Égypte.
Hécatée semble tenir Moïse en haute estime. Il semble en fait tenter d'avoir une présentation neutre et équilibrée des Juifs. Il cherche à expliquer l'origine des pratiques spécifiques des Juifs. Dans sa description, il est évidemment influencé par sa propre culture. Il présente la sortie d’Égypte comme un processus de colonisation à la manière grecque. Quant à l'organisation des Juifs, dirigés par des prêtres, elle reflète la situation prévalant en Judée au début de la période du Second Temple. Hécatée ne semble pas avoir de connaissance sur l'histoire des Juifs avant la période perse. Il ignore les rois d'Israël et de Juda. Deux pratiques emblématiques du judaïsme, la circoncision et le shabbat, sont aussi ignorées. Il inclut par contre dans son texte une paraphrase d'un verset de la Bible qui semble tirée de Lévitique 27,34 (« Tels sont les commandements que l'Éternel donna à Moïse pour les enfants d'Israël, au mont Sinaï ») :

« Et on trouve, ajouté par écrit à la fin de leurs lois, ces mots : voici ce que Moïse a entendu de dieu et a annoncé aux Juifs »

— Diodore de Sicile (citant Hécatée d'Abdère), Bibliothèque historique, XL 3.6
Le fait qu'Hécatée croit que le ciel est considéré comme un dieu par les Juifs vient sans doute d'une mauvaise compréhension de l'expression « Dieu du Ciel » qui est substituée au Tétragramme pendant la période du Second Temple. Il est également possible qu'il soit influencé par la vision de la religion de la Perse achéménide telle que la décrit Hérodote. Celui-ci présente par exemple la coutume « de monter sur les plus hautes montagnes pour offrir des sacrifices à Zeus, dont ils [les Perses] donnent le nom à toute l'étendue du ciel », et Hérodote rapporte que leur religion rejette également les anthropomorphismes.

### Sur les Juifs
Deux autres ouvrages présentés comme étant d'Hécatée étaient entièrement consacrés aux Juifs. Un long passage de sur les Juifs est cité par Flavius Josèphe dans Contre Apion et est mentionné par Origène dans Contre Celse. Le second ouvrage, sur Abraham, est mentionné par Flavius Josèphe et par Clément d'Alexandrie. Dans les deux cas, on a émis des doutes sur l'authenticité des livres. Sur Abraham est manifestement une production juive. Quant aux passages de sur les Juifs cités dans Contre Apion, ils sont eux aussi suspects. Leur ton est extrêmement élogieux et enthousiaste pour les Juifs. L'auteur approuve la destruction des temples païens et des autels érigés dans le pays des Juifs, ce qui est difficile à attribuer au vrai Hécatée. Il présente une description enthousiaste de Jérusalem. Il ridiculise la nature superstitieuse des Grecs face à la sagesse et à la rationalité des Juifs.
Hérennius Philon (Ier / IIe siècle), cité par Origène dans Contre Celse, doute que cet ouvrage soit d’Hécatée. Il pense que s'il est vraiment de lui, alors « il s'est laissé prendre au piège de la persuasion des Juifs et a fini par adhérer à leurs thèses. » En tant que contemporain de l'empereur Hadrien, il était de toute manière difficile pour Philon de comprendre qu'Hécatée puisse éprouver de la sympathie pour les Juifs. Selon Josèphe, cet ouvrage était accessible, ce qui laisse penser qu'on pouvait le consulter dans une bibliothèque publique de Rome. Ce texte semble chercher à légitimer la diaspora juive d'Égypte. Elle vise à rattacher l'établissement des Juifs en Égypte à l'initiative de la plus haute autorité juive, le grand prêtre du Temple de Jérusalem. L'attribution du texte à Hécatée permet de lui procurer une autorité car il profite de la notoriété d'Hécatée d'Abdère.